# Сукосян, Павел Алексеевич
Павел Алексеевич Сукосян (род. 14 января 1962 года, Краснодар) — российский гандболист, заслуженный мастер спорта, олимпийский чемпион (2000); тренер. Самый возрастной олимпийский чемпион по гандболу в XX веке.

## Биография
Воспитанник СДЮСШОР города Краснодара. Первый тренер — Юрий Григорьевич Зайцев. Выступал за клубы ЦСКА, «Степан Разин — Нева» и «Пермские медведи», а также за немецкие клубы «Вераталь» и «Кранау». С 2007 по 2013 год продолжал игровую карьеру в клубе «Сунгуль», что сделало его мировым рекордсменом в мировом профессиональном гандболе (на момент завершения выступлений ему было 50 лет).
В сборную команду России вошёл в 1992 году. Чемпион Олимпийских игр 2000 в Сиднее. Участвовал в Олимпийских играх 1996, где команда заняла 5 место. Чемпион мира 1993 и 1997, серебряный призёр ЧМ-1999. Чемпион Европы 1996, серебряный призёр ЧЕ-1994 и 2000. Чемпион СССР 1987, чемпион России 1994 и 1995.
Занимает третье место в истории российского спорта по возрасту, когда завоевал золотую олимпийскую медаль (38 лет и 260 дней), уступая только стрелку Сергею Алифиренко (41 год в 2000 году) и хоккеисту Павлу Дацюку (39 лет в 2018 году). Также занимает третье место в истории гандбола по возрасту, в котором стал олимпийским чемпионом (только французы Микаэль Гигу и Ян Жанти были старше Сукосяна, когда выиграли золото в 2021 году).
В 1993 году окончил Московскую государственную академию физической культуры.